# 比亚迪海狮
比亚迪海獅可以指：
- 比亚迪海狮05 DM-i, 插电式混合动力紧凑型SUV
- 比亚迪海狮05 EV, 即将推出的电池电动紧凑型SUV
- 比亚迪海狮6, 插电式混合动力SUV，又名比亚迪宋Plus DM-i和比亚迪海狮U DM-i
- 比亚迪海狮07 EV，一款电池电动中型 SUV
- 比亚迪海狮07 DM-i/DM-p即将推出的插电式混合动力中型SUV，比亚迪护卫舰07 的继任者

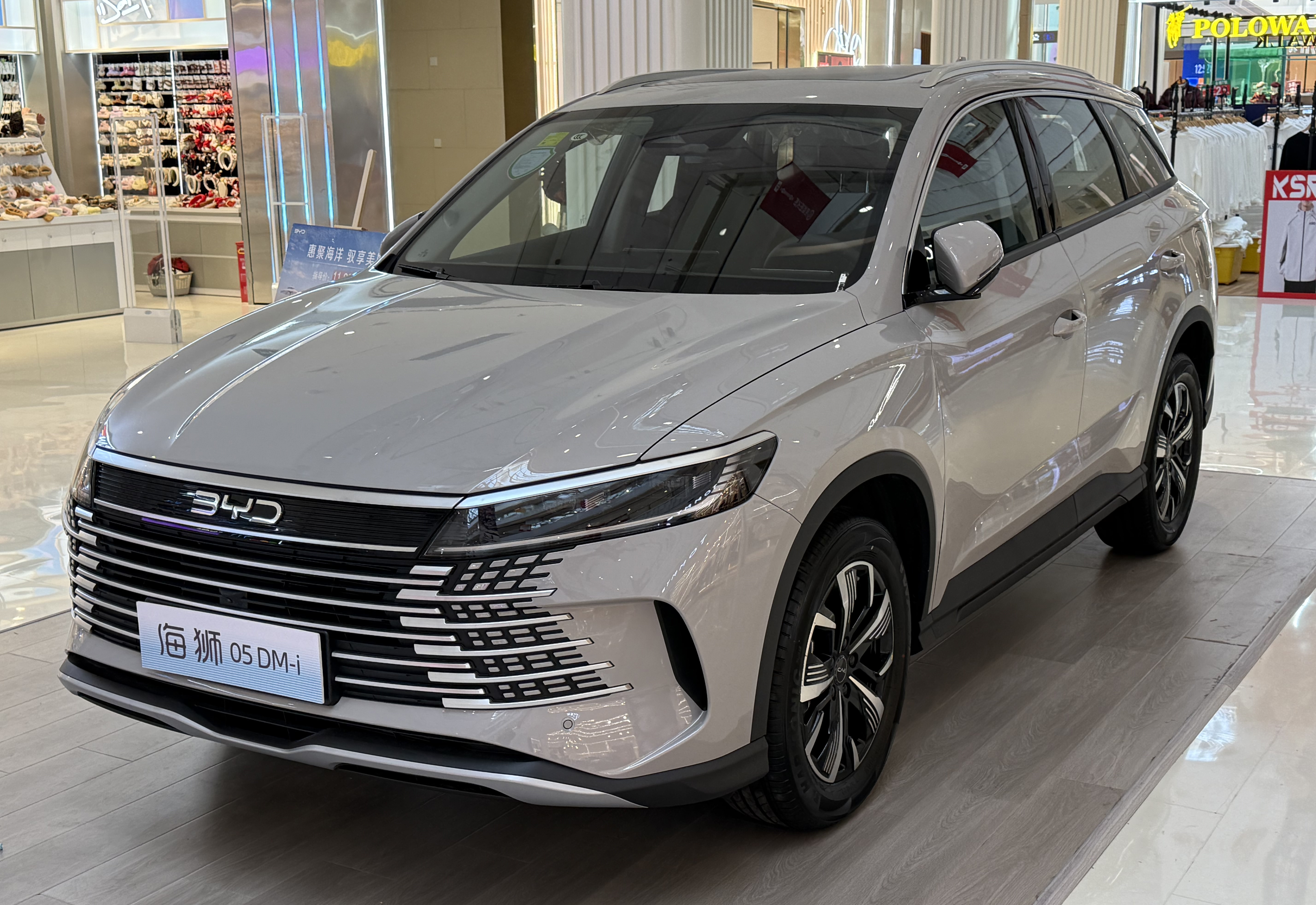
比亚迪海狮05 DM-i
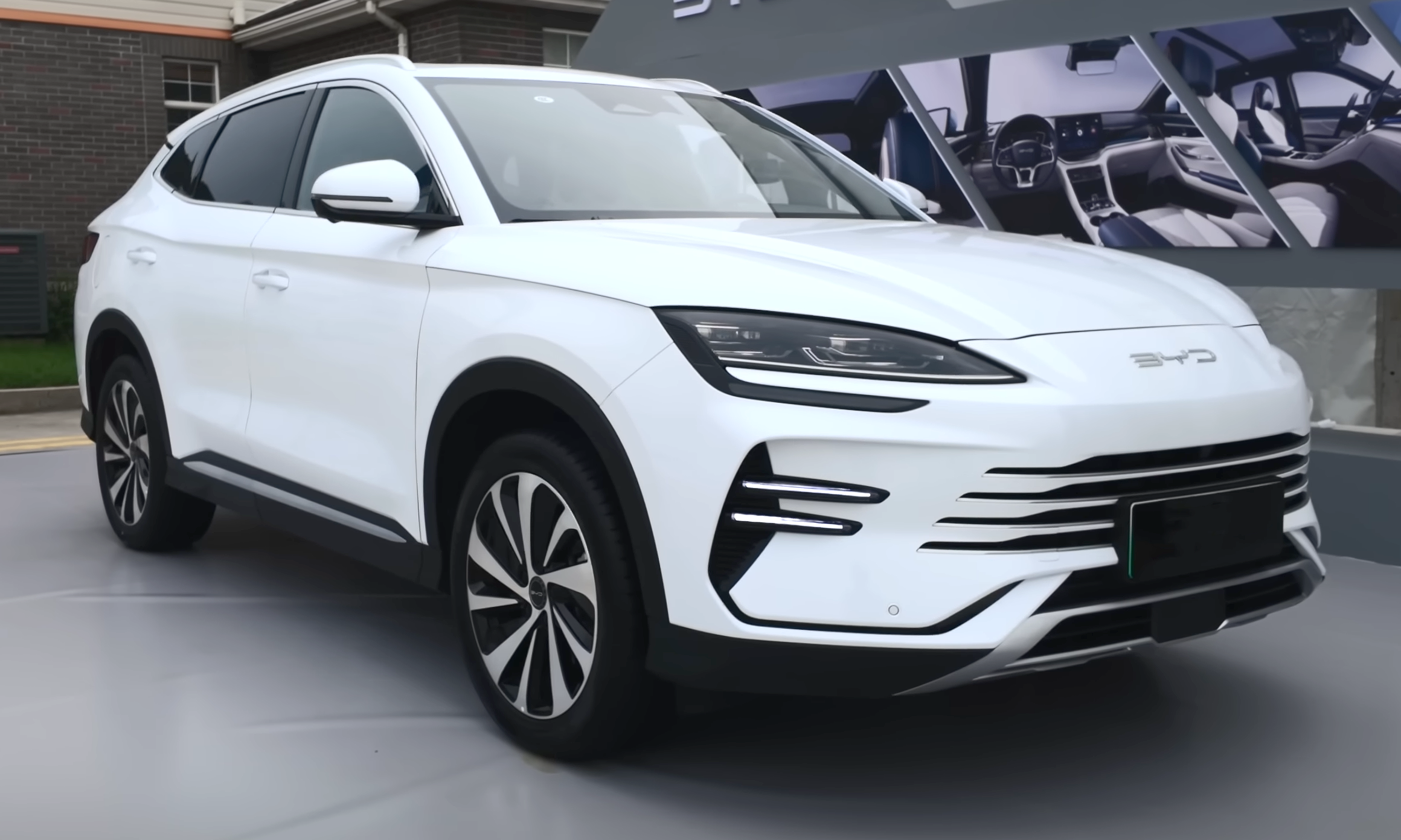
比亚迪海狮6